# Marian Minich
Marian Teodor Minich (ur. 21 grudnia 1898 w Baligrodzie, zm. 6 lipca 1965 w Łodzi) – polski historyk i krytyk sztuki, pierwszy dyrektor Muzeum Sztuki w Łodzi (1935–1965).

## Życiorys

### Wczesne lata
Marian Minich pochodził z rodziny o korzeniach austriackich i niemieckich. Był synem Teodora (nadinspektor straży skarbowej, kapitan austro-węgierskiej Marynarki Wojennej w stanie spoczynku) i Anny-Marii z domu Walter. Początkowe nauki pobierał w domu, ucząc się jednocześnie gry na skrzypcach, fortepianie oraz rysunku i malarstwa. W szkole średniej słuchał wykładów o sztuce prof. J. Warchałowskiego. Świadectwo maturalne szkoły realnej uzyskał w Tarnowie w kwietniu 1916. Potem wstąpił do szkoły wojskowej w Troppau (obecnie Opawa, Czechy), którą ukończył w randze porucznika. Będąc oficerem armii austro-węgierskiej brał udział w walkach na froncie od dnia 11 V 1916 r. do 8 XII 1918 r. Po zakończeniu I wojny światowej wstąpił w szeregi Wojska Polskiego. W czasie wojny polsko-bolszewickiej (1919–1920) walczył na terenach Galicji Wschodniej.
W 1920 rozpoczął studia na Wydziale Chemii Politechniki Lwowskiej, które kontynuował przez cztery lata (1920–1924). Następnie wstąpił na Wydział Humanistyczny Uniwersytetu im. Jana Kazimierza we Lwowie (lata 1924–1929) gdzie studiował historię sztuki u profesorów Wł. Kozickiego i Wł. Podlachy, będąc kolejno ich asystentem. W 1928/9 uzyskał stypendium rządowe na UJK we Lwowie za pracę seminaryjną Koncepcja sztuki klasycznej u Wölfflina (wg badań przeprowadzonych przez krytyka i historyka sztuki Pawła Brożyńskiego z Uniwersytetu Jagiellońskiego – było to prawdopodobnie pierwsze opracowanie dotyczące teorii sztuki Heinricha Wölfflina napisane w języku polskim). W 1934 obronił we Lwowie doktorat z filozofii zatytułowany Życie i twórczość Andrzeja Grabowskiego – promotor Wł. Kozicki. W latach 1928–1929 wystawiał obrazy w Lwowskiej Zachęcie Sztuk Pięknych, a w latach 1933 i 1934 również w salach Lwowskiego Zawodowego Związku Artystów Plastyków. Pracował jednocześnie jako krytyk plastyczny w czasopismach: Gazeta Poranna (1928), Lwowski Kurier Poranny (1929 – 33), a w 1934 w Kurierze Lwowskim i w Gazecie Lwowskiej, na łamach której wypowiedział się po raz pierwszy pochlebnie i z „doskonałą orientacją” (Wł. Kozicki) o zagadnieniach związanych ze sztuką współczesną.
W związku z likwidacją kierowanej przez Władysława Podlachę Katedry Teorii Sztuki, w której pracował, zgłosił się do konkursu na stanowisko kierownika Miejskiego Muzeum Historii i Sztuki im. J. i K. Bartoszewiczów w Łodzi (obecnie Muzeum Sztuki w Łodzi). Jako jeden z dziesięciu kandydatów wygrał konkurs, a swoje stanowisko objął z dniem 1 stycznia 1935. Bardzo krytycznie ocenił znajdujące się wówczas w Muzeum zbiory, jednakże natychmiast zwrócił uwagę na unikalny charakter kolekcji międzynarodowej sztuki modernistycznej grupy a.r., zgromadzonej tam dzięki inicjatywie Wł. Strzemińskiego i Katarzyny Kobro, a pozostawionej w muzealnym depozycie. Zdając sobie sprawę z niepowtarzalnego charakteru tej kolekcji, postanowił „za wszelką cenę” zatrzymać ją dla Łodzi i opierając się na niepowtarzalności tych zbiorów stworzyć „galerię z prawdziwego zdarzenia”. Lata 1935–1939 pod zarządem Mariana Minicha to okres dynamicznego rozwoju muzeum. Nowatorski kształt, który mu wówczas nadał wprowadził je na stałe do światowego muzealnictwa. W latach 1938–1939 powierzono mu również kierownictwo Muzeum Archeologicznego i Etnograficznego w Łodzi. Marian Minich był też ekspertem, a zarazem osobą decydującą o możliwości wywozu dzieł sztuki za granicę, na województwo łódzkie. Zaprzyjaźniony był z Karolem Hillerem, Władysławem Strzemińskim i Katarzyną Kobro.

### II wojna światowa
W 1939, jako porucznik rezerwy Wojska Polskiego uczestniczył w kampanii wrześniowej, którą wraz z Armią „Łódź” zakończył 22 IX 1939 w poddanym Rosjanom Lwowie. 10 listopada 1939 r. wraca do Łodzi. Muzeum jest już wówczas pod niemieckim zarządem. 14 I 1940 zostaje aresztowany wraz z rodziną. W połowie 1940 r. zostaje zwolniony z więzienia i wysiedlony do Generalnej Guberni. Lata niemieckiej okupacji spędza w Warszawie, gdzie przez kilka miesięcy pracuje jako kelner w barze „Capri”, zaś w styczniu 1941 otrzymuje posadę nauczyciela w Liceum Ogrodniczym w Ursynowie pod Warszawą, gdzie pracuje do dnia 15 lutego 1945. Wykłada tam oficjalnie korespondencję handlową, tajnie zaś literaturę polską i historię. Wiele jego prac, notatek i materiałów naukowych zaginęło w wyniku aresztowania 14 I 1940 r., a kompletowane od nowa spłonęły w jego mieszkaniu w czasie Powstania Warszawskiego (1944). Był kilkakrotnie aresztowany: 26 X 1939 r. we Lwowie, NKWD; 14 I 1940 Łódź, niemiecka żandarmeria; 1 VIII 1944 w Ursynowie, SS; 11 X 1944 w Pyrach k/Warszawy, w łapance ulicznej.

### Po wojnie
Dnia 20 lutego 1945 wraca do Łodzi na swoje poprzednie stanowisko w Miejskim Muzeum. W roku akademickim 1945/6 był wykładowcą w Państwowym Instytucie Sztuki Teatralnej, w 1946/7 był zastępcą kierownika Katedry Historii Sztuki w Uniwersytecie Łódzkim, a w latach 1950–1952 wykładowcą tamże (prowadził wykłady z teorii sztuki i metodologii). Postulował od dawna  budowę nowego gmachu, specjalnie zaprojektowanego dla potrzeb muzeum. Dzięki jego staraniom Miejskie Muzeum Sztuki otrzymało w 1947 nową siedzibę w dawnym „Pałacu Poznańskich”, a od 1950 zaczęło działać pod obecną nazwą Muzeum Sztuki w Łodzi. W nowej siedzibie można było w miarę swobodnie zaprezentować kolekcję międzynarodowej sztuki nowoczesnej, której ekspozycję Marian Minich opracował osobiście. W 1948 nastąpiło otwarcie Muzeum, a dzieła sztuki można było zobaczyć w nowej aranżacji, w której modernistyczne prace grupy a.r. zajmowały najważniejsze miejsce. Centralnym punktem nowej ekspozycji było powstałe z inicjatywy dyrektora Minicha unikatowe wnętrze Sali Neoplastycznej wykonane wg projektu Wł. Strzemińskiego.
W 1949 został w Polsce wprowadzony realizm socjalistyczny, będący jednym z wykładników doktryny stalinizmu, a obowiązek ideowego i politycznego zaangażowania został narzucony również artystom. Sztukę awangardową nazwano wynaturzeniem, Salę Neoplastyczną zamalowano, a znajdujące się w niej eksponaty przeniesiono do magazynów. Mimo tych zupełnie nie sprzyjających sztuce nowoczesnej czasów, dzieła awangardowych artystów były w prowadzonym przez Mariana Minicha Muzeum Sztuki „przemycane” w galeryjnych ekspozycjach. Marian Minich prowadził wówczas zajęcia na UŁ, w czasie których, wbrew ogólnym nakazom przekazywał studentom wiedzę o sztuce awangardowej, a dla pracowników muzeum prowadził w swoim dyrektorskim gabinecie lub w salach oraz magazynach muzealnych specjalne wykłady o sztuce XX wieku. 12 IX 1949 r. Marian Minich został przez Radę Główną Ministerstwa Oświaty mianowany profesorem nadzwyczajnym przy Katedrze Historii Sztuki UŁ – co znalazło swój wyraz w odnośnych „Protokółach Rady Głównej” oraz życzeniach złożonych przez ówczesnego wiceministra Kultury i Sztuki – Włodzimierza Sokorskiego. Jednakże wobec zmienionych warunków politycznych oraz ciągłych walk, które prowadził o zachowanie kolekcji międzynarodowej sztuki nowoczesnej, nominacji na to stanowisko nie otrzymał, a katedra została zlikwidowana. W 1955 otrzymał naukowy tytuł docenta. W tym czasie pisze opartą na swojej pracy doktorskiej monografię: Andrzej Grabowski(1833-1886) – jego życie i twórczość, Ossolineum 1957.
W 1956 rozpoczyna się stopniowy powrót sztuki nowoczesnej do sal muzealnych, a już w 1957 najważniejsze dzieła artystów modernistów uczestniczą w wystawie Precourseurs de l’art abstrait en Pologne w galerii Denise René w Paryżu – w skład komitetu organizacyjnego wchodzi m.in. Marian Minich. Dzięki jego wyjazdowi do Paryża Muzeum zyskało wiele nowoczesnych dzieł sztuki podarowanych przez mieszkających w Paryżu awangardowych artystów, nawiązujących w swej twórczości do grupy a.r.. Przy pomocy właścicielki galerii sztuki  pani Denise René, udało mu się pozyskać dla Muzeum dzieła sztuki, na zakup których nigdy nie pozwoliłby mu bardzo skromny budżet, którym dysponował.
W 1960 dyrektor Minich poleca rekonstrukcję Sali Neoplastycznej, której wykonanie zleca Bolesławowi Utkinowi, czuwając osobiście nad tą realizacją. Marian Minich opracował odrębną, naukową metodę eksponowania w muzeach dzieł sztuki, dla której punktem wyjścia była teoria Wölfflina. Metoda ta polegała na dokładnej analizie każdego dzieła sztuki i włączenia go w specyficzny styl rozwojowy z punktu widzenia systematyki stylistycznej, nie zaś dotychczas stosowanej chronologii historycznej. Główny zarys swojej metody wystawienniczej przedstawił w pracy Rocznik Muzeum Sztuki w Łodzi 1930–1962 (Ł.1965), oraz w napisanej w 1958 r., a wydanej skrótowo, pośmiertnie w 1966 r., teoretycznej rozprawy z zakresu muzealnictwa, zatytułowanej O nową organizację muzeów sztuki. Praca ta wiele lat później ukazała się w całości, pod redakcją Pawła Brożyńskiego, w serii Klasycy Teorii i Historii Sztuki pod pierwotnie nadanym jej przez autora tytułem O nowy typ muzeów sztuki, zaś pracę traktującą o Muzeum Sztuki w Łodzi opublikował Marian Minich w artykule Miejskie Muzeum Historii i Sztuki w Łodzi, natomiast wspomnieniową historię powstania Muzeum opisał w książce Szalona galeria, nazwanej „książką – legendą” (prof. Maria Poprzęcka, UW) w wydanej po latach reedycji.
Nawiązywał wielostronne kontakty z zagranicznymi naukowcami i działaczami kultury, brał czynny udział w pracach wielu komisji, organizacji i stowarzyszeń zajmujących się sprawami kultury, m.in. był członkiem Rady Muzealnej i Konserwatorskiej przy Ministrze Kultury i Sztuki; członkiem Komisji Kultury przy Radzie Narodowej m. Łodzi; członkiem Komisji Kultury przy Plenum Komitetu Łódzkiego PZPR. Pełnił również funkcję sekretarza, później wiceprzewodniczącego Łódzkiego Oddziału Stowarzyszenia Historyków Sztuki.
Marian Minich był konsekwentnym zwolennikiem i obrońcą sztuki abstrakcyjnej i chociaż jego, zarówno przedwojenna, jak i powojenna, działalność wywoływała sprzeczne reakcje, oraz przypadała na okres zupełnie nie sprzyjający tego rodzaju działaniom, „…Do końca życia zabiegał o rozwój Muzeum – pozostając pod presją polityczną – o utrzymanie stanowiska.”. Marian Minich zmarł w Łodzi, nagle, 6 lipca 1965, został pochowany w Alei Zasłużonych łódzkiego Cmentarza Komunalnego na Dołach.
W dniu 12 maja 1926 we Lwowie ożenił się z Marią Nakoneczny. Syn Rafał Minich (lekarz), córka Agnieszka Minich–Scholz (artysta plastyk).

## Odznaczenia
- Złoty Krzyż Zasługi (1955)
- Order Sztandaru Pracy II klasy (1958)
- Nagroda Państwową II stopnia za całokształt działalności w dziedzinie muzealnictwa (1964)